# Friedrich Florian Grünberger
Friedrich Florian Grünberger (* 10. Mai 1921 in Trumau; † 22. Mai 2007 in Wien) war ein österreichischer Architekt.

## Leben
Friedrich Florian Grünberger besuchte die Bundesgewerbeschule in Mödling. Mit der Anschluss Österreichs an Hitler-Deutschland leistete er den Reichsarbeitsdienst ab. Von 1939 bis 1941 studierte er bei Alexander Popp an der Akademie der bildenden Künste Wien. Mit 1941 leistete er Wehrdienst und geriet in Kriegsgefangenschaft. Ab 1945 studierte er bei F. Adolf Lutz, Assistent und Mitarbeiter von Alexander Popp, und 1946/1947 in der Meisterklasse Lois Welzenbacher und schloss 1947 mit dem Diplom ab. 1948 legte er die Baumeisterprüfung ab und erhielt 1950 die Konzession als Baumeister. Ab 1954 war Grünberger als freier Architekt mit zwei Architekturbüros in Wien und Düsseldorf tätig.

## Auszeichnungen
- Preis der Meisterschule für Architektur für besondere Leistungen unter Alexander Popp
- Silberne Füger-Medaille unter Lois Welzenbacher
- 1964 Berufstitel Professor
- 1974 Mitglied im Wiener Künstlerhaus

## Realisierungen
Österreich
- Umbau des Rathauskellers in Traiskirchen (1. Preis beim Wettbewerb)
- Großsauna und Alpenbad in Gloggnitz
- 1955 Hochhaus in Wels
- 1955 Wohnhaus in Wien/Hietzing
- 1955 Wohnhaus in Wien/Währing
- 1956 Wohnhaus in Wien/Landstraße
- 1956 Sportstadion mit Überdachung und Alpenbad mit einem Unterwasserrestaurant in Wattens
- 1962 Sportzentrum Theresianische Militärakademie Wiener Neustadt
- 1963–1967 Floridsdorfer Bad
- 1964–1975 Hallen- und Freibad im Bundessportzentrum Südstadt in Maria Enzersdorf
- 1966 Freibadeanlage mit Hallenbad und Eis-Arena in Stockerau nach prämierten Entwürfen für die Stadt Steyr (1955) und die Stadt Bludenz (1956)
- 1968–1973 Hallen- und Freibad Ottakring
- 1970–1974 Dianabad Wien, 1999 abgerissen
- 1970 Schwimmbad Bundeslehranstalt Wien-Schmelz
- 1972–1974 Kurmittelhaus in Wien-Oberlaa
- 1976–1978 Hallen- und Freibad Hietzing
- 1977–1978 Hallenbad Simmering
- 1978 Döblinger Bad
- 1980–1982 Hallen- und Freibad Donaustadt
- 1981–1983 Hallen- und Freibad Brigittenau
- 1982–1984 Hallen- und Freibad Großfeldsiedlung

Deutschland
- 1963–1964 Krankenhausprojekt in Düsseldorf
- 1958–1959 Erholungsstätte Strandbad Lörick
- 1966–1967 Größtes Hallenbad Europas im Zentrum von Düsseldorf